# 523 a.C.

## Eventos
- 17 de julho [1][Nota 1]: Eclipse lunar, visível na Babilônia. Este eclipse ocorreu no sétimo ano do reinado de Cambises, no 225o ano do calendário de Nabonasser, no 17o dia do mês egípcio Famenot, uma hora depois da meia-noite.[2]
- Cambises ordena a execução de Creso. Na última hora, ele muda de ideia, e executa aqueles que ele tinha ordenado para matar Creso.[2]

## Mortes
- Polícrates, tirano de Samos, crucificado por Oredes (ou Orontes), sátrapa da Lídia, Jônia e Frígia.[2]
- Meroé, esposa de Cambises II, executada pelo marido porque ela se lamentava por seu irmão Esmérdis.[2]
- O filho de Prexaspes, seu copeiro, assassinado por Cambises.[2]
- Doze nobres persas, enterrados vivos a mando de Cambises.[2]
- Os carrascos que Cambises havia ordenado para executarem Creso, ex-rei da Lídia.[2]